# Ковачево (Старозагорська область)
Кова́чево (болг. Ковачево) — село в Старозагорській області Болгарії. Входить до складу общини Раднево.

## Населення
За даними перепису населення 2011 року у селі проживали 513 осіб.
Національний склад населення села:
| Національність   | Кількість осіб | Відсоток |
| ---------------- | -------------- | -------- |
| болгари          | 484            | 94,9%    |
| турки            | 18             | 3,5%     |
| цигани           | 5              | 1,0%     |
| інша             | 3              | 0,6%     |
| не визначились   | 0              | 0%       |
| Всього відповіли | 510            |          |

Розподіл населення за віком у 2011 році:
Динаміка населення: